# BB FlashBack
BB FlashBack (произн. Би-Би-флэшбэк [biː-biː ˈflæʃbæk]) — программное обеспечение для записи происходящего на экране (скринкастинг), разработанное компанией Blueberry Software для ОС Windows. В настоящее время название упрощено до «FlashBack».

## История
Компания-разработчик программы была основана в 1997 году под названием Blueberry Consultants, первоначально занималась разработкой программного обеспечения на заказ. Летом 2003 года на её базе основана Blueberry Software и выпущена первая версия BB FlashBack. В апреле 2008 года вышла 2 версия. Бесплатная версия программы, с рядом ограничений, выпущена в апреле 2009 года. В июле 2011-го вышла 3 версия в которой были добавлены: подавление шума и выравнивание звуковой дорожки, водяные знаки и титры в начале и конце видео, редактирование текста в надписях, таймер записи и сохранение в MPEG-4 для iPod, iPad и iPhone, вставка внешних роликов и добавление интерактивных объектов в Flash-видео. В сентябре 2012 вышла 4 версия.

## Описание
Программа устанавливается с плагином для PowerPoint. При первом запуске, требуется пройти бесплатную регистрацию. Первоначально видеозаписи сохраняются в собственном формате программы, позволяющем в последующем редактировать их. Программа позволяет пользователю добавлять текстовые эффекты, вырезать и вставлять видеоматериалы а также редактировать движения мыши.  По завершении редактирования записи можно экспортировать в форматы Flash, AVI, MP4 и другие.

### Возможности
В октябре 2014 Blueberry Software выпустила BB FlashBack 5, в которой заявлены следующие новые возможности:
1. Локализация отснятых видеозаписей.
2. Эффект приближения для увеличения частей видеозаписи.
3. Возможность защиты записей паролем.
4. Специализированный веб-сайт — FlashBack Connect, для обмена видеозаписями с возможностями различных настроек для сервисов маркетинга и брендинга видео материалов.
5. Новый пользовательский интерфейс.
6. Возможность для организаций приобрести командную лицензию, вместо нескольких одиночных.

Помимо этого имеются следующие возможности:
1. Fade Transitions (Плавные переходы): для добавления эффектов перехода между клипами во время создания фильма.
2. Gallery (Галерея): галерея использованных объектов — текстовые поля, изображения, акценты и др.
3. Blur Tool (Инструмент размытия): для размытия конфиденциальных деталей фильма.
4. Notes to Textboxes (Заметки в текстовые поля): превращает сделанные во время записи заметки в текстовые поля.
5. Export to GIF Format (Экспорт в формат GIF): формат для прямого использования в веб-страницах.
6. Arrow tool (Инструмент стрелок): инструмент позволяет создавать различные стили указателей и стрелок, комбинируя различные ключевые параметры.
7. Watermarks (Водяные знаки): для брендинга фильмов.
8. Start and End Titles (Титры): для добавления титров в начале и конце фильма.
9. Insert video files (Вставка видео-файлов): для добавления уточняющих или иных видео-файлов.
10. Invisible Keystrokes (Нажатия клавиатуры): показывает закадровые нажатия на клавиатуре, напр. на функциональные клавиши, чтобы зрители могли в точности видеть действия пользователя во время записи.
11. Scheduled Recording (Запланированная запись): для записей вебинаров и прочих онлайн-событий.
12. Text Formatting (Форматирование текста): для управления отображением в текстовых полях.
13. Export To Apple Devices (Экспорт в устройства Apple): для экспорта фильмов в формат, пригодный для устройств компании Apple.
14. Precision Sound Editing (Высокоточное редактирование звука): встроенный редактор звука с отображением звуковыми волн индивидуальных звуковых дорожек.
15. Webcam and Picture-in-Picture Video (Веб-камера и видео картинка-в-картинке): для создания презентаций в стиле «говорящая голова» или видео картинка-в-картинке.
16. Pause Objects (Объекты паузы): позволяет создавать паузы в фильмах добавляя специализированные объекты пауз вместо добавления пустых кадров.
17. Recording wizard (Мастер записи): пошаговый гид для начинающих.
18. Highlight tool (Инструмент акцентирования): используется для акцентирования внимания зрителя на ключевых частях экрана.
19. Mouse movement correction (Коррекция движения мыши): возможность перезаписать более гладкие и прямые движения мыши.

## Редакции
Утилита распространяется в двух редакциях: Professional (платная) и Express (бесплатная). В бесплатной версии нет возможности комментировать ролики и сохранять их в форматах WMV и MOV (H.264). Также в платной версии имеется видеоредактор и экспорт в EXE файлы.

## Формат файла
Файлы FlashBack по умолчанию имеют расширение .FBR, что означает «FlashBack Recording» (запись FlashBack). FBR — это файл-контейнер мультимедийных данных, содержащий отснятую запись экрана и отдельные звуковые дорожки (напр. со звукового вывода или микрофона). Стандартное видео FlashBack основано на GDI — видео-формате без потерь, однако для уменьшения размера может быть преобразовано в редакторе в MPEG-4 — видео-формат с потерями.

## Связанное программное обеспечение
Flashback SDK позволяет добавить в сторонние программы возможности записи экрана, проигрывания, редактирования и экспорта видео. Реализован как набор объектов ActiveX/COM, которые интегрируются в среду разработки от Borland либо в MS Visual Studio.
TestAssistant — запись экрана для тестирования программ. Снимает экран для создания клипов о дефектах.
Flashback Rewind — своеобразный видеорегистратор экрана, постоянно записывает происходящее. При обнаружении ошибки пользователи могут нажать на специальный значок в трее, и захватить несколько последних минут записи для формирования полноценного отчёта об ошибке.
FBX — для записи экрана в программах с высокой частотой кадров, напр. в компьютерных играх.